# 1834 en arts plastiques
| Années des arts plastiques : 1831 - 1832 - 1833 - 1834 - 1835 - 1836 - 1837    |
| Décennies des arts plastiques : 1800 - 1810 - 1820 - 1830 - 1840 - 1850 - 1860 |

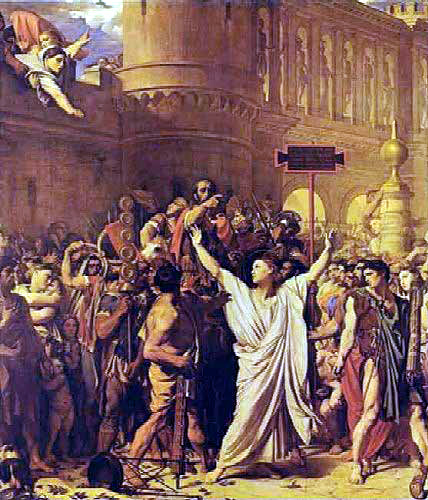
Le Martyre de saint Symphorien, d’Ingres.

Cette page concerne l'année 1834 en arts plastiques.

## Œuvres
- Jeune Berger assis, huile sur toile d'Hippolyte Flandrin
- Satyre et bacchante, sculpture de James Pradier.

## Naissances
- 2 janvier : Vassili Perov, peintre russe († 10 juin 1882),
- 9 janvier : Jan Verhas, peintre belge († 29 octobre 1896),
- 26 janvier : Piotr Petrovitch Verechtchaguine, peintre paysagiste russe († 28 janvier 1886),
- 5 février : Edmond Lebel, peintre français († 17 septembre 1908),
- 26 février : Giuseppe Sciuti, peintre italien († 13 mars 1911),
- 14 mars : Jules Lefebvre, peintre français, professeur à l'École des beaux-arts de Paris et à l'Académie Julian († 24 février 1912),
- 23 février: Jacques Carabain, peintre de paysages urbains belge d'origine néerlandaise († 2 janvier 1933),
- 28 février: Léon Bonvin,  peintre français († 30 janvier 1886),
- 22 mars : Camille Adrien Paris, peintre animalier et de paysage français († 17 août 1901),
- 24 mars : William Morris, peintre, écrivain et designer textile britannique († 3 octobre 1896),
- 19 avril : Grigori Miassoïedov, peintre russe († 31 décembre 1911),
- 5 mai : Viktor Hartmann, architecte et peintre russe († 4 août 1873),
- 13 mai : Henri Bouchet-Doumenq, peintre français († 12 mai 1908),
- 10 juillet : James Whistler, peintre américain († 17 juillet 1903),
- 19 juillet :
  - Edgar Degas, peintre français († 27 septembre 1917),
  - Henri-Charles Oulevay, peintre, caricaturiste, dessinateur, graveur français († 1915),
- 20 juillet : Gyokusen, peintre japonais († 16 septembre 1913),
- 30 juillet : Rudolf Epp, peintre allemand († 8 août 1910),
- 2 août : Frédéric Auguste Bartholdi, sculpteur français († 4 octobre 1904),
- 18 août : Gilbert de Séverac, peintre français († 17 novembre 1897),
- 18 septembre : Nikolaï Petrovitch Petrov, peintre russe († 13 juillet 1876),
- 25 septembre : Carl Ludwig Christoph Douzette, peintre allemand († 21 février 1924),
- 29 octobre : Friedrich Lange, peintre allemand († 15 juillet 1875),
- 11 novembre : Armand Dandoy, peintre et photographe belge († 14 juillet 1898),
- 22 novembre : Jacques Berger, peintre et dessinateur sur tissu français († 1919),
- 19 décembre : Antonio Gisbert, peintre espagnol († 27 novembre 1901),
- ? :
  - Arseni Mechtcherski, peintre paysagiste russe († 26 novembre 1902),
  - Vicente Palmaroli, peintre espagnol  († 25 janvier 1896),
  - Henry Atwell Thomas, dessinateur, graveur, affichiste et imprimeur américain († 1904).

## Décès
- 4 janvier : Mauro Gandolfi, peintre et graveur italien (° 18 septembre 1764),
- 7 février : Jean-Baptiste Wicar, peintre néo-classique et collectionneur d'art français (° 22 janvier 1762),
- 15 mars : Sauveur Legros, poète, écrivain, peintre, aquarelliste, dessinateur et graveur né en Belgique et décédé en France (° 1754),
- 30 mars : Louise-Adéone Drölling, peintre française (° 29 mai 1797),
- 3 avril : Domenico dalla Rosa, peintre italien (° 30 mars 1778),
- 25 mai : Charles Joseph Auriol, peintre suisse (° 13 novembre 1778),
- 13 juillet Maximilien-Louis van Lede, sculpteur belge (° 18 février 1759),
- 24 juillet : Georges Chaix, peintre (° 19 octobre 1784),
- 5 octobre : Conrad Westermayr, peintre allemand (° 30 janvier 1765),
- 23 novembre : Julie Philipault, peintre française (° 9 mai 1780)
- Date inconnue :
- Alexandre Jean Noël, peintre français (° 25 juillet 1752).